# Лозінський Віктор Олександрович
Ві́ктор Олекса́ндрович Лозі́нський (нар. 6 квітня 1963) — український політик, колишній нардеп 6-го скликання (фракція «Блок Тимошенко»), член Комітету ВРУ по боротьбі з організованою злочинністю і корупцією з грудня 2007, голова підкомітету з питань контролю за дотриманням законодавства у сфері боротьби з організованою злочинністю і корупцією органами державної влади та місцевого самоврядування зі січня 2008, відсидів 6 років за вбивство Валерія Олійника.

## Життєпис
Освіта вища. Закінчив Херсонський юридичний інститут ХНУ університету МВС (1997), спеціальність «Правознавство».
- 1981—1983 — служба в армії СРСР
- 1983—1985 — курсант Херсонської спеціалізованої школи міліції Міністерства внутрішніх справ СРСР
- 1985—1988 — оперуповноважений карного розшуку Маловисківського районного відділу внутрішніх справ УВС Кіровоградського обласного виконавчого комітету.
- 1988—1989 — юрисконсульт, старший юрисконсульт трест-майданчика «Атомгідроенергобуд», Южноукраїнськ Миколаївської області
- 1989—1993 — начальник юридичного відділу управління будівництва «Дніпробуд», Запоріжжя
- 1994—2004 — директор юридичної фірми «Добродій», Київ

Народний депутат 6-го скликання з листопада 2007 від Блоку Тимошенко, № 96 в списку. На час виборів: директор сільськогосподарського ТОВ «Манжурка», безпартійний.
На виборах 2006 року був уповноваженою особою від Партії регіонів у територіальному виборчому окрузі № 98 (смт Голованівськ).
Деякі ЗМІ писали прізвище «Лозинський» замість офіційного «Лозінський».
25 жовтня 2020 року на місцевих виборах став головою Підвисоцької ТГ Голованівського району Кіровоградської області.

## Інциденти

### Демонтаж тризуба
У червні 2009 Лозінський фінансував і сприяв встановленню серпа та молота замість тризуба на пам'ятному знаку Голованівська. Рішення про демонтаж тризуба та встановлення серпа та молота під тиском тодішнього депутата Лозінського одностайно ухвалила Голованівська селищна рада на засіданні від 22 травня 2009 (голова ради — Маковей А. М.).

## Вбивство Валерія Олійника
Лозінський, на той час керівник підкомітету ВРУ з боротьби з організованою злочинністю, став широковідомим через справу про вбивство Валерія Олійника.
Увечері 16 червня 2009 року Лозінський п'яним їхав автівкою, в компанії подруги та Голованівського районного прокурора Євгена Горбенка. Поблизу смт Голованівське вони побачили на полі 54-літнього жителя Голованівського району Євгена Олійника, що йшов до лісу. Спочатку Лозінський побив Олійника, далі, коли той намагався втекти, поранив у ногу з рушниці, після чого наздогнав машиною та збив. В сутичці брали участь Горбенко і начальник Голованівського райвідділу міліції Михайло Ковальський. Через дві години, від отриманих поранень, Олійник помер у машині швидкої допомоги. Він народився 1954 року, був безробітним жителем села Грушка на Кіровоградщині. Згодом Лозінський заявив, що він з іншими учасниками інциденту «роззброїли злочинця» і був не знав, що той помер.
Лозінський офіційно був свідком до 1 липня, коли проти нього було порушено кримінальну справу за ч. 2 статті 121 ККУ.
Невдовзі після поширення інформації про інцидент колеги по фракції Андрій Кожем'якін та Володимир Пилипенко запропонували нагородити Лозінського медаллю за «знешкодженого бракон'єра». На захист Лозінського висловились віце-прем'єр-міністр Турчинов та міністр МВС Луценко. Заступник генпрокурора Ренат Кузьмін заявив, що представлене фігурантами справи пояснення агресивної поведінки Олійника неправдиве.
1 липня генпрокурор Олександр Медведько звернувся до ВРУ щодо притягнення до кримінальної відповідальності Лозінського. Досудове слідство встановило, що підозрювані заподіяли тяжкі тілесні ушкодження (зокрема, поранення картеччю) Валерію Олійнику, від яких той помер. Сам Лозінський не зміг навести доказів на користь власної версії події.
2 липня Юлія Тимошенко заявила, що вимагає від Лозінського заяви складання повноважень, що він зробив того ж дня.
3 липня заява Лозінського надійшла на розгляд ВРУ. Рішення про позбавлення депутатських повноважень було ухвалене 415 голосами «за».
4 липня генпрокурор Олександр Медведько заявив, що Олійник був тверезий і не стріляв у Лозінського та його супутників. 8 липня Печерський суд Києва задовольнив подання Генпрокуратури на арешт Лозінського. Відтоді Лозінський зник і перебував у розшуку УМВС та СБУ. За інформацію про місце його перебування оголосили винагороду.
1 березня 2010 Лозінського затримали у Києві співробітники СБУ та Генпрокуратури, він здався. ГПУ 2 березня пред'явила звинувачення в умисному спричиненні тяжких тілесних ушкоджень Олійнику. У квітні 2010 Лозінському висунуто обвинувачення у навмисному вбивстві.
14 грудня 2010 Дніпровський суд Києва почав попередній розгляд справи щодо умисного вбивства, завдання тілесних пошкоджень, знищення майна, незаконному заволодінні транспортним засобом, незаконному поводженні зі зброєю. 10 січня 2011  суд завершив оголошення обвинувального висновку. 20 квітня 2011 суд засудив Лозінського до 15 років позбавлення волі. Після його апеляції, 9 квітня 2012-го, Апеляційний суд Києва зменшив вирок Лозінському до 14 років позбавлення волі.
25 березня 2013 Вищий спеціальний суд України змінив статті обвинувачення для Лозинського, до нього застосували найнижчу планку покарання за статтею 115 КК (умисне вбивство), знайшовши «пом'якшуючі обставини». Суд зняв обвинувачення у вбивстві (ст. 115), замінивши його статтею хуліганство (ч. 1 ст. 296). Строк позбавлення волі склав 10 років.
11 червня 2014 був звільнений «за станом здоров'я», відсидівши за вбивство трохи більше трьох років. 23 червня 2014 Рішенням суду повернутий до Бориспільскої виправної колонії.
26 листопада 2016 перерахований термін ув'язнення згідно з «Законом Савченко», 4 роки і 36 днів з 10 загального терміну. Вийшов на свободу 6 квітня 2016 року.
6 травня 2019 Дніпровський суд Києва зняв з Лозінського судимість. Сам убивця заявив, що хоча законодавство забороняє дострокове зняття судимості за тяжкі злочини, але він не потрапляє під дію цієї норми, оскільки її ухвалили після його вироку. Прокурор у судовому засіданні заперечував задоволення клопотання. За заявою прокурора, «Лозінський зразковою поведінкою довів виправлення, що дає змогу достроково зняти з нього судимість». Київська місцева прокуратура № 4 подала апеляційну скаргу на рішення про зняття судимості. Прокурори звернулися до Київського апеляційного суду з вимогою скасувати постанову Дніпровського райсуду Києва.

### Мисливські угіддя
Суд визнав незаконним набуття структурами, що пов'язані з Лозінським, права на користування мисливськими угіддями на 26,4 тис. га. Відповідний позов Генпрокуратури в інтересах держави задовольнив Господарський суд Києва. Суд визнав незаконним і скасував рішення Кіровоградської обласної ради від 21 березня 2008 року "Про надання мисливських угідь у користування «Мисливському господарству „Голованівське“». Також суд визнав недійсним договір про умови ведення мисливського господарства від 1 березня 2008 року та зобов'язав повернути спірні мисливські угіддя Кіровоградському облуправлінню лісового та мисливського господарства.

## Нагороди
- 16 квітня 2006 — подяка від Януковича за допомогу під час виборчої кампанії 2004 року та підтримку Партії регіонів[34].
- 16 листопада 2004 — почесна грамота Кабінету міністрів України за «вагомий внесок у забезпечення розвитку агропромислового комплексу Кіровоградської області»[34].
- 2005 — УПЦ МП нагородила Віктора Орденом Нестора Літописця[35]
- відзнака УПЦ московського патріархату від Володимира Сабодана — Орден Преподобного Іллі Муромця ІІІ ступеня[35].